# Héctor Javier Pizarro Acevedo
Héctor Javier Pizarro Acevedo OAR (* 11. Januar 1951 in Medellín, Kolumbien) ist Apostolischer Vikar von Trinidad.

## Leben
Héctor Javier Pizarro Acevedo trat der Ordensgemeinschaft der Augustiner-Rekollekten bei und empfing am 8. Januar 1977 die Priesterweihe.
Papst Johannes Paul II. ernannte ihn am 23. Oktober 2000 zum Apostolischen Vikar von Trinidad und Titularbischof von Ceramus. Der Apostolische Nuntius in Kolumbien, Beniamino Stella, spendete ihm am 27. Januar des nächsten Jahres die Bischofsweihe; Mitkonsekratoren waren Olavio López Duque OAR, emeritierter Apostolischer Vikar von Casanare, und Agustín Otero Largacha OAR, Weihbischof in Bogotá. Als Wahlspruch wählte er Ubi amor, ibi pax.